# William Jeffett
William Jeffett és doctor en història de l'art i comissari cap d'exposicions del Dalí Museum (Saint Petersburg, Florida, Estats Units) des de 1998. L'escultura de Miró va centrar la seva tesi doctoral, que va presentar el 1992 al Courtauld Institute of Art, Universitat de Londres, amb el títol Objectes en escultura: un estudi de l'escultura de Joan Miró en el context de les avantguardes parisenca i catalana, 1928-1983. A més dels seus projectes per al Dalí Museum, William Jeffett ha comissariat exposicions al Sainsbury Centre for Visual Arts (Norwich, Regne Unit), l'Institut Français d'Espanya, IVAM (València), l'Albuquerque Museum of Art and History (Estats Units), el Bass Museum of Art (Miami, Estats Units), el Museu Thyssen-Bornemisza (Madrid), el Consorci de Museus de València, el McKinney Avenue Contemporary (MAC, Dallas, Estats Units) i la Fundació Pilar i Joan Miró (Palma). Crític, escriptor i comissari, ha estat docent i conferenciant a la Universitat de South Florida (Tampa, Estats Units), la Universitat d'East Anglia (Norwich, Regne Unit), la Facultat d'Arts de Lacoste (Lacoste, Vaucluse, França) i la Universitat Yale (New Haven, Connecticut, Estats Units), entre d'altres.